# 다카하시 마리코
다카하시 마리코(일본어: 高橋マリ子, 1984년 4월 24일 ~ )는 일본의 패션모델, 배우이다. 미국 캘리포니아주 샌프란시스코 출신으로 국적도 미국이다. 아버지가 미국인이고 어머니는 일본인이다. 조치대학교 외국어 학부를 졸업하였다. 어머니가 개인 사무소를 경영하고 있으며 다카하시 마리코의 소속사이다.

## 프로필
- 생년월일 : 1984년 4월 24일
- 국적 : 미국
- 키 : 171 cm
- 몸무게 : 50 kg
- 취미 : 영화 감상
- 특기 : 피아노, 재즈댄스

## 경력
8세에 모델로 데뷔하였고, 14세에 영에이지를 위한 패션 잡지 「니콜라, 올리브, 하나코 웨스트, 논노, 지퍼 모델」의 전속 모델이 되었다. 2001년에 영화 「세상의 끝이라는 이름의 잡화점」에서 배우로서 데뷔하였다. 패션모델, 배우 활동 이외에도 CM의 출연이 많다. 오후의 홍차의 CM에서는, 오드리 햅번과의 합성 영상으로 공동 출연하기도 하였다.

## 기타
- 조치대학교 시절에는 사진부에 소속했으며 대학교 입학시 구입한 카메라를 항상 손에서 놓지 않았다고 한다.